# Ylena In-Albon
Ylena In-Albon (født 6. marts 1999 i Visp, Schweiz) er en professionel tennisspiller fra Schweiz.